# دن شختمن
دَن شِختمَن (به عبری: דן שכטמן) (زادهٔ ۲۴ ژانویهٔ ۱۹۴۱ در تل‌آویو) استاد علوم مواد در تخنیون است. وی جایزهٔ نوبل شیمی در سال ۲۰۱۱ را «به خاطر کشف شبه‌کریستال» از آن خود کرد.